# Musijky (obwód kijowski)
Musijky (ukr. Мусійки) – wieś na Ukrainie, w obwodzie kijowskim, w rejonie wyszogrodzkim, w hromadzie Iwanków. W 2001 liczyła 536 mieszkańców, spośród których 516 wskazało jako ojczysty język ukraiński, 17 rosyjski, a 3 mołdawski.